# Chirembia xanthocera
Chirembia xanthocera is een insectensoort uit de familie Embiidae, die tot de orde webspinners (Embioptera) behoort. De soort komt voor in Djibouti.
Chirembia xanthocera is voor het eerst wetenschappelijk beschreven door Navás in 1930.